# ACBS-Snookerasienmeisterschaft
Die ACBS-Snookerasienmeisterschaft ist ein Snookerturnier, das seit 1984 in dieser Billardvariante einen Asienmeister ermitteln soll. Austragender Verband ist die Asian Confederation of Billiard Sports (ACBS).

## Geschichte
Ab den 1980ern wurde der Snookersport in Asien immer bekannter und beliebter. Unter anderem dieser Umstand führte 1984 zur Gründung der Asian Billiards & Snooker Federation, die heute als Asian Confederation of Billiard Sports bekannt ist. Diese Organisation vereinte diverse asiatische Nationalverbände unter einem Dachverband. Recht schnell beschloss man, ein gemeinsames Snookerturnier auszutragen, um den besten Snookerspieler Asiens zu ermitteln. Deshalb fand bereits im Gründungsjahr in Thailand eine erste Asienmeisterschaft statt. Daraus entwickelte sich ein Turnier, das seitdem jährlich in unterschiedlichen Ländern ausgerichtet wurde. Lediglich 2003 durch die SARS-Pandemie und 2020 durch die COVID-19-Pandemie pausierte man mit der Austragung. Während der ersten Ausgaben erhielt der Turniersieger die in Kandy gefertigte M. J. M. Lafir Memorial Trophy, in Erinnerung an den 1981 verstorbenen Billardspieler Mohammed Lafir. Die Trophäe wurde später abgeschafft. Mindestens ab der Ausgabe 2005 bekam der Sieger der Asienmeisterschaft eine Startberechtigung für die professionelle Snooker Main Tour. Seit der Saison 2018/19 ist dies nicht mehr der Fall. Ausschlaggebend war die Beendigung der Kooperation zwischen der World Professional Billiards & Snooker Association und der International Billiards & Snooker Federation nach einem Gerangel um Zuständigkeiten und der Gründung der World Snooker Federation. Asiatischen Spielern standen danach andere Qualifikationsmöglichkeiten offen.
Zu den wichtigsten Nationen für das Turnier gehören Thailand, Indien und die Volksrepublik China, deren Spieler das Turnier regelmäßig gewinnen. Sechs Spieler konnten das Turnier zwei Mal gewinnen, der Thailänder James Wattana und der Iraner Amir Sarkhosh drei Mal. Bei der Ausgabe 2008 spielte der damals für Pakistan angetretene Saleh Mohammadi das erste und einzige Maximum Break der Turniergeschichte. Neben dem Hauptturnier gibt es mittlerweile auch verschiedene andere Asienmeisterschaften. Die ACBS-English-Billiards-Asienmeisterschaft und die U21-Asienmeisterschaft sind dabei die Turniere mit der längsten Tradition. Ferner gibt es seit 2017 eine Damenmeisterschaft, sowie eine Asienmeisterschaft im Six-Red-Snooker und eine Team-Asienmeisterschaft.

## Sieger

### Herrenturnier
| Jahr | Austragungsort                       | Sieger                               | Ergebnis                             | Finalist                             | Halbfinalisten                       |
| ---- | ------------------------------------ | ------------------------------------ | ------------------------------------ | ------------------------------------ | ------------------------------------ |
| 1984 | Bangkok                              | Sakchai Sim Ngam                     | 8:5                                  | Vichien Sangthong                    | unbekannt                            |
| 1984 | Bangkok                              | Sakchai Sim Ngam                     | 8:5                                  | Vichien Sangthong                    | unbekannt                            |
| 1985 | Singapur                             | Gary Kwok                            | 8:5                                  | Sakchai Sim Ngam                     | Henry Boteju                         |
| 1985 | Singapur                             | Gary Kwok                            | 8:5                                  | Sakchai Sim Ngam                     | Sanjay Sawant                        |
| 1986 | Sri Lanka                            | James Wattana                        | 8:1                                  | Gary Kwok                            | unbekannt                            |
| 1986 | Sri Lanka                            | James Wattana                        | 8:1                                  | Gary Kwok                            | unbekannt                            |
| 1987 | Kuala Lumpur                         | Udon Khaimuk                         | 8:6                                  | James Wattana                        | Geet Sethi                           |
| 1987 | Kuala Lumpur                         | Udon Khaimuk                         | 8:6                                  | James Wattana                        | Peter Chin                           |
| 1988 | Colombo                              | James Wattana                        | 8:7                                  | Kenny Kwok                           | Udon Khaimuk                         |
| 1988 | Colombo                              | James Wattana                        | 8:7                                  | Kenny Kwok                           | Franky Chan                          |
| 1989 | Delhi                                | Yasin Merchant                       | 8:6                                  | Udon Khaimuk                         | Geet Sethi                           |
| 1989 | Delhi                                | Yasin Merchant                       | 8:6                                  | Udon Khaimuk                         | Shyam Jagtiani                       |
| 1990 | Jakarta                              | Sam Chong                            | 8:1                                  | Stanley Leung                        | Tai Pichit                           |
| 1990 | Jakarta                              | Sam Chong                            | 8:1                                  | Stanley Leung                        | Anurat Wongjan                       |
| 1991 | Pakistan                             | Tai Pichit                           | 8:3                                  | Yasin Merchant                       | unbekannt                            |
| 1991 | Pakistan                             | Tai Pichit                           | 8:3                                  | Yasin Merchant                       | unbekannt                            |
| 1992 | Bangkok                              | Rom Surin                            | 8:7                                  | Tai Pichit                           | Indika Dodangoda                     |
| 1992 | Bangkok                              | Rom Surin                            | 8:7                                  | Tai Pichit                           | Thongchai Punyawee                   |
| 1993 | Peking                               | Rom Surin                            | 8:5                                  | Tai Pichit                           | Nut Wiangchai                        |
| 1993 | Peking                               | Rom Surin                            | 8:5                                  | Tai Pichit                           | Liew Kitt Fatt                       |
| 1994 | Dhaka                                | Ooi Chin Kay                         | 8:7                                  | Samporn Kanthawung                   | Chan Wai Tat                         |
| 1994 | Dhaka                                | Ooi Chin Kay                         | 8:7                                  | Samporn Kanthawung                   | Preecha Sae Be                       |
| 1995 | Thailand                             | Anurat Wongjan                       | 8:7                                  | Thephachai Woratraiphob              | unbekannt                            |
| 1995 | Thailand                             | Anurat Wongjan                       | 8:7                                  | Thephachai Woratraiphob              | unbekannt                            |
| 1996 | Guangzhou                            | Anan Terananon                       | 8:5                                  | Amnuayporn Chotipong                 | Ho Hon Kee                           |
| 1996 | Guangzhou                            | Anan Terananon                       | 8:5                                  | Amnuayporn Chotipong                 | Anurat Wongjan                       |
| 1997 | Dubai                                | Anurat Wongjan                       | 8:6                                  | Marlon Manalo                        | unbekannt                            |
| 1997 | Dubai                                | Anurat Wongjan                       | 8:6                                  | Marlon Manalo                        | unbekannt                            |
| 1998 | Karatschi                            | Mohammed Yousuf                      | 8:7                                  | Phirom Ritthiprasong                 | unbekannt                            |
| 1998 | Karatschi                            | Mohammed Yousuf                      | 8:7                                  | Phirom Ritthiprasong                 | unbekannt                            |
| 1999 | Bangkok                              | Noppadon Noppachorn                  | 8:4                                  | Sam Chong                            | Farhan Mirza                         |
| 1999 | Bangkok                              | Noppadon Noppachorn                  | 8:4                                  | Sam Chong                            | Benjamin Guevarra                    |
| 2000 | Hongkong                             | Marlon Manalo                        | 8:6                                  | Noppadon Sangnil                     | Ng Ann Seng                          |
| 2000 | Hongkong                             | Marlon Manalo                        | 8:6                                  | Noppadon Sangnil                     | Saleh Mohammadi                      |
| 2001 | Karatschi                            | Yasin Merchant                       | 8:4                                  | Jin Long                             | Rom Surin                            |
| 2001 | Karatschi                            | Yasin Merchant                       | 8:4                                  | Jin Long                             | Saleh Mohammadi                      |
| 2002 | Jiangmen                             | Ding Junhui                          | 8:2                                  | Keith E Boon Aun                     | Jin Long                             |
| 2002 | Jiangmen                             | Ding Junhui                          | 8:2                                  | Keith E Boon Aun                     | Pang Weiguo                          |
| 2003 | keine Austragung (SARS-Pandemie)     | keine Austragung (SARS-Pandemie)     | keine Austragung (SARS-Pandemie)     | keine Austragung (SARS-Pandemie)     | keine Austragung (SARS-Pandemie)     |
| 2004 | Akaba                                | Alok Kumar                           | 8:4                                  | Pankaj Advani                        | Habib Subah                          |
| 2004 | Akaba                                | Alok Kumar                           | 8:4                                  | Pankaj Advani                        | Fung Kwok Wai                        |
| 2005 | Bangkok                              | Jin Long                             | 6:4                                  | Cai Jianzhong                        | Saleh Mohammadi                      |
| 2005 | Bangkok                              | Jin Long                             | 6:4                                  | Cai Jianzhong                        | Noppadon Sangnil                     |
| 2006 | Colombo                              | Issara Kachaiwong                    | 6:3                                  | Mohammed Shehab                      | Keith E Boon Aun                     |
| 2006 | Colombo                              | Issara Kachaiwong                    | 6:3                                  | Mohammed Shehab                      | Li Yuan                              |
| 2007 | Karatschi                            | Supoj Saenla                         | 7:0                                  | Yasin Merchant                       | Jin Long                             |
| 2007 | Karatschi                            | Supoj Saenla                         | 7:0                                  | Yasin Merchant                       | Khurram Hussain Agha                 |
| 2008 | Dubai                                | Jin Long                             | 7:3                                  | Aditya Mehta                         | Moh Keen Hoo                         |
| 2008 | Dubai                                | Jin Long                             | 7:3                                  | Aditya Mehta                         | Pankaj Advani                        |
| 2009 | Tangshan                             | James Wattana                        | 7:3                                  | Mei Xiwen                            | Au Chi Wai                           |
| 2009 | Tangshan                             | James Wattana                        | 7:3                                  | Mei Xiwen                            | Shi Hanqing                          |
| 2010 | Chanthaburi                          | Issara Kachaiwong                    | 7:3                                  | Muhammad Sajjad                      | Yasin Merchant                       |
| 2010 | Chanthaburi                          | Issara Kachaiwong                    | 7:3                                  | Muhammad Sajjad                      | Thanawat Tirapongpaiboon             |
| 2011 | Indore                               | Passakorn Suwannawat                 | 6:2                                  | Aditya Mehta                         | Pankaj Advani                        |
| 2011 | Indore                               | Passakorn Suwannawat                 | 6:2                                  | Aditya Mehta                         | Mohammad Rais Senzahi                |
| 2012 | Doha                                 | Aditya Mehta                         | 7:5                                  | Pankaj Advani                        | Hossein Vafaei                       |
| 2012 | Doha                                 | Aditya Mehta                         | 7:5                                  | Pankaj Advani                        | Noppon Saengkham                     |
| 2013 | Karatschi                            | Saleh Mohammadi                      | 7:2                                  | Omar al-Kojah                        | Zhao Xintong                         |
| 2013 | Karatschi                            | Saleh Mohammadi                      | 7:2                                  | Omar al-Kojah                        | Amir Sarkhosh                        |
| 2014 | Fudschaira                           | Thor Chuan Leong                     | 7:3                                  | Hung Chuang Ming                     | Kamal Chawla                         |
| 2014 | Fudschaira                           | Thor Chuan Leong                     | 7:3                                  | Hung Chuang Ming                     | Ehsan Heydari Nezhad                 |
| 2015 | Kuala Lumpur                         | Hamza Akbar                          | 7:6                                  | Pankaj Advani                        | Mohd Reza Hassan                     |
| 2015 | Kuala Lumpur                         | Hamza Akbar                          | 7:6                                  | Pankaj Advani                        | Zhang Yong                           |
| 2016 | Doha                                 | Kritsanut Lertsattayathorn           | 6:2                                  | Mohammed Shehab                      | Pankaj Advani                        |
| 2016 | Doha                                 | Kritsanut Lertsattayathorn           | 6:2                                  | Mohammed Shehab                      | Amir Sarkhosh                        |
| 2017 | Doha                                 | Lü Haotian                           | 6:3                                  | Pankaj Advani                        | Mohammed Shehab                      |
| 2017 | Doha                                 | Lü Haotian                           | 6:3                                  | Pankaj Advani                        | Mohammed Bilal                       |
| 2018 | Täbris                               | Amir Sarkhosh                        | 6:1                                  | Ali Gharahgozlou                     | Mohammed Bilal                       |
| 2018 | Täbris                               | Amir Sarkhosh                        | 6:1                                  | Ali Gharahgozlou                     | Ehsan Heydari Nezhad                 |
| 2019 | Doha                                 | Pankaj Advani                        | 6:3                                  | Thanawat Tirapongpaiboon             | Asjad Iqbal                          |
| 2019 | Doha                                 | Pankaj Advani                        | 6:3                                  | Thanawat Tirapongpaiboon             | Babar Masih                          |
| 2020 | keine Austragung (COVID-19-Pandemie) | keine Austragung (COVID-19-Pandemie) | keine Austragung (COVID-19-Pandemie) | keine Austragung (COVID-19-Pandemie) | keine Austragung (COVID-19-Pandemie) |
| 2021 | Doha                                 | Pankaj Advani                        | 6:3                                  | Amir Sarkhosh                        | Cheung Ka Wai                        |
| 2021 | Doha                                 | Pankaj Advani                        | 6:3                                  | Amir Sarkhosh                        | Haris Tahir                          |
| 2022 | Doha                                 | Amir Sarkhosh                        | 5:0                                  | Ishpreet Singh                       | Muhammad Asif                        |
| 2022 | Doha                                 | Amir Sarkhosh                        | 5:0                                  | Ishpreet Singh                       | Aung Phyo                            |
| 2023 | Doha                                 | Amir Sarkhosh                        | 5:1                                  | Thor Chuan Leong                     | Ishpreet Singh                       |
| 2023 | Doha                                 | Amir Sarkhosh                        | 5:1                                  | Thor Chuan Leong                     | Lim Kok Leong                        |
| 2024 | Doha                                 | Ali Gharahgozlou                     | 5:2                                  | Awaisullah Munir                     | Ali Al Obaidli                       |
| 2024 | Doha                                 | Ali Gharahgozlou                     | 5:2                                  | Awaisullah Munir                     | Amir Sarkhosh                        |
| 2025 | Doha                                 | Pankaj Advani                        | 4:1                                  | Amir Sarkhosh                        | Chang Yu Kiu                         |
| 2025 | Doha                                 | Pankaj Advani                        | 4:1                                  | Amir Sarkhosh                        | Ali Al Obaidli                       |

Anmerkungen
1. ↑  
Der erstgenannte Spieler verlor gegen den späteren Sieger, der zweitgenannte gegen den Verlierer des Endspiels. Ausnahmen sind gekennzeichnet (Anm. 2).
2. 1 2 3 4 5 6 7 8 9  
Der markierte Spieler gewann das Spiel um Platz drei.
3. ↑  
Der markierte Spieler wird als Drittplatzierter, der andere Halbfinalist als Viertplatzierter bezeichnet. Es ist allerdings unklar, ob ein Spiel um Platz 3 stattfand.

### Damenturnier
| Jahr        | Austragungsort                       | Siegerin                             | Ergebnis                             | Finalistin                           | Halbfinalistinnen                    |
| ----------- | ------------------------------------ | ------------------------------------ | ------------------------------------ | ------------------------------------ | ------------------------------------ |
| 2017        | Chandigarh                           | Ng On Yee                            | 3:2                                  | Waratthanun Sukritthanes             | Vidya Pillai                         |
| 2017        | Chandigarh                           | Ng On Yee                            | 3:2                                  | Waratthanun Sukritthanes             | Amee Kamani                          |
| 2018        | Rangun                               | Amee Kamani                          | 3:0                                  | Siripaporn Nuanthakhamjan            | Wan Ka Kai                           |
| 2018        | Rangun                               | Amee Kamani                          | 3:0                                  | Siripaporn Nuanthakhamjan            | Keerath Bhandaal                     |
| 2019        | Chandigarh                           | Ng On Yee                            | 3:2                                  | Bai Yulu                             | Arantxa Sanchis                      |
| 2019        | Chandigarh                           | Ng On Yee                            | 3:2                                  | Bai Yulu                             | Varsha Sanjeev                       |
| 2020 – 2021 | keine Austragung (COVID-19-Pandemie) | keine Austragung (COVID-19-Pandemie) | keine Austragung (COVID-19-Pandemie) | keine Austragung (COVID-19-Pandemie) | keine Austragung (COVID-19-Pandemie) |
| 2022        | Doha                                 | Siripaporn Nuanthakhamjan            | 3:2                                  | Nutcharut Wongharuthai               | Amee Kamani                          |
| 2022        | Doha                                 | Siripaporn Nuanthakhamjan            | 3:2                                  | Nutcharut Wongharuthai               | Narantuya Bayarsaikhan               |
| 2023        | Doha                                 | Bai Yulu                             | 3:0                                  | Panchaya Channoi                     | Amee Kamani                          |
| 2023        | Doha                                 | Bai Yulu                             | 3:0                                  | Panchaya Channoi                     | Waratthanun Sukritthanes             |
| 2024        | Riad                                 | Anupama Ramachandran                 | 3:1                                  | Panchaya Channoi                     | Keerthana Pandian                    |
| 2024        | Riad                                 | Anupama Ramachandran                 | 3:1                                  | Panchaya Channoi                     | So Man Yan                           |
| 2025        | Doha                                 | Narantuya Bayarsaikhan               | 3:0                                  | Ng On Yee                            | Anupama Ramachandran                 |
| 2025        | Doha                                 | Narantuya Bayarsaikhan               | 3:0                                  | Ng On Yee                            | Amee Kamani                          |

Anmerkungen
1. ↑  
Die erstgenannte Spielerin verlor gegen die spätere Siegerin, die zweitgenannte gegen die Verliererin des Endspiels.